# Алпатов, Михаил Антонович
Михаи́л Анто́нович Алпа́тов (7 (20) ноября 1903, xутор Сибилев, область Войска Донского — 17 декабря 1980, Москва) — советский историк и писатель, доктор исторических наук.

## Биография
Родился в казачьей семье на хуторе Сибилев станицы Митякинской (ныне Каменский район Ростовской области). Отец хотел отдать сына в ученики сапожнику, однако вскоре после начала Первой мировой войны и ухода на фронт отца в 1914 году М. А. Алпатов по инициативе деда поступил в Каменскую гимназию.
В 1919 году вернувшийся с фронта отец послал его в деникинскую армию, после разгрома которой под Новороссийском М. А. Алпатов вернулся домой, проникнувшись антипатией к белогвардейцам и симпатией к красным. В 1920 году стал комсомольцем и вступил в Часть особого назначения по борьбе с бандитами, а также работал учителем на хуторе.
В 1923 году по комсомольской путёвке поехал учиться в педагогический техникум в Ростов-на-Дону, который окончил в 1927 году. Затем работал учителем в с. Белая Глина, потом директором школы в станице Романовская. В 1930 году вступил в ВКП(б).
В 1932 году поехал в Москву, где окончил Институт философии, литературы и истории и был зачислен в аспирантуру. Однако из-за ареста его давнего друга Николая Жарикова М. А. Алпатов (за разговоры с арестованным) получил строгий выговор; пришлось переехать в Сталинград и преподавать в пединституте. В 1940 году вернулся в Москву, преподавал на Ленинских курсах и восстановился в аспирантуре.
После начала Великой Отечественной войны и приближении немецко-фашистских войск к Москве в октябре 1941 года ушёл в ополчение, но вскоре был комиссован и направлен на работу инструктором в Чкаловский обком партии.
После войны преподавал в Высшей партийной школе при ЦК ВКП(б) в качестве преподавателя и заместителя заведующего кафедрой всеобщей истории, одновременно учась в аспирантуре сначала на историческом факультете МГУ, а затем в Академии общественных наук при ЦК ВКП(б).
Начав свою научную деятельность как медиевист — ученик Е. А. Косминского и Р. Ю. Виппера, М. А. Алпатов уже с первых шагов определился как историограф, историк исторической науки.
В 1947 году защитил кандидатскую диссертацию «Политические идеи французской буржуазной историографии XIX века» (опубликована в виде монографии в 1949 г.).
В 1948 году стал заведующим исторической редакцией Издательства иностранной литературы, затем в 1951 году — помощником главного редактора «Большой советской энциклопедии». По совместительству работал в Институте истории АН СССР, куда окончательно ушёл в 1954 году (и работал там до самой смерти).
В Институте работал над основной темой «Русская историческая мысль и Западная Европа», по которой в 1966 году защитил докторскую диссертацию («Русская историческая мысль и Западная Европа (XVII — середина XVIII в.)»), на основе которой подготовил фундаментальный трёхтомный труд, вышедший в издательстве «Наука» (1973—1985; последний том посмертно).
Изучал историю донского казачества.
Автор романов «Горели костры» о донских казаках в годы первой русской революции, повести для детей «Вадимка» о гражданской войне и интервенции на Дону, автобиографической повести «Возвращение в юность» (исходное авторское название — «Комсомольская бурса») о студентах-комсомольцах 1920-х годов.
Похоронен в Москве на Ваганьковском кладбище.

### Семья
В годы Великой Отечественной войны, в эвакуации, в Бугуруслане, Михаил Алпатов познакомился с историком-медиевистом, специалистом по истории и культуре Византии З. В Удальцовой, которая стала его женой. Их сын В. М. Алпатов, будущий известный советский лингвист, языковед, японист, родился в апреле 1945 года.

## Основные труды

### Научные работы
- Политические идеи французской буржуазной историографии XIX века. Москва —Ленинград: Изд-во Акад. наук СССР, 1949. — 407 с.
- Реакционная история на службе поджигателей войны. М.: Госполитиздат, 1951. — 88 с.
- Русская историческая мысль и Западная Европа (XII—XVII вв.) / М. А. Алпатов; Отв. ред. Л. В. Черепнин; Академия наук СССР, Институт истории СССР. — М.: Наука, 1973. — 476 с. — 5200 экз. (в пер.)
- Русская историческая мысль и Западная Европа (XVII — первая четверть XVIII в.) / М. А. Алпатов. — М.: Наука, 1976. — 456 с. — 6300 экз. (в пер.)
- Русская историческая мысль и Западная Европа (XVIII — первая половина XIX в.) / М. А. Алпатов; Отв. ред. д-р ист. наук А. А. Преображенский; Институт истории СССР АН СССР. — М.: Наука, 1985. — 272 с. — 12 000 экз. (в пер.)

### Художественные произведения
- Горели костры: Роман. М., 1970 (переиздан в 1973 и 1986 гг.).
- Откуда течет «Тихий Дон». М., 1976. 48 с.
- Возвращение в юность: Автобиогр. повесть. М.: Молодая гвардия, 1983.
- Вадимка: Повесть. Для сред. и ст. возраста. М.: Детская литература, 1985.